# Río Yaiva
El río Yaiva (ruso: Яйва) es un río del krai de Perm, en Rusia, afluente del Kama, lo que le incorpora a la cuenca hidrográfica del Volga, al ser el Kama tributario del Volga. Es un río de régimen nival.
Atraviesa la ciudad homónima de Yaiva.

## Geografía
Nace en los montes de Kvarkush y desemboca por el lado izquierdo del Kama, allí donde se encuentra el embalse del Kama. Es navegable en los últimos quince kilómetros de su curso.
Tiene una longitud de 304 km, una cuenca que abarca 6.250 km² y su caudal, a 87 km de la desembocadura es de 88 m³/s. Se hiela normalmente de diciembre a abril.
Sus principales afluentes son el río Gub, el Abiya, el Kad, el Chikman, el Chanva, el Vilva, el Usolka (por su orilla izquierda), el Ulvich y el Ik (por la derecha).